# Замок Лалворт

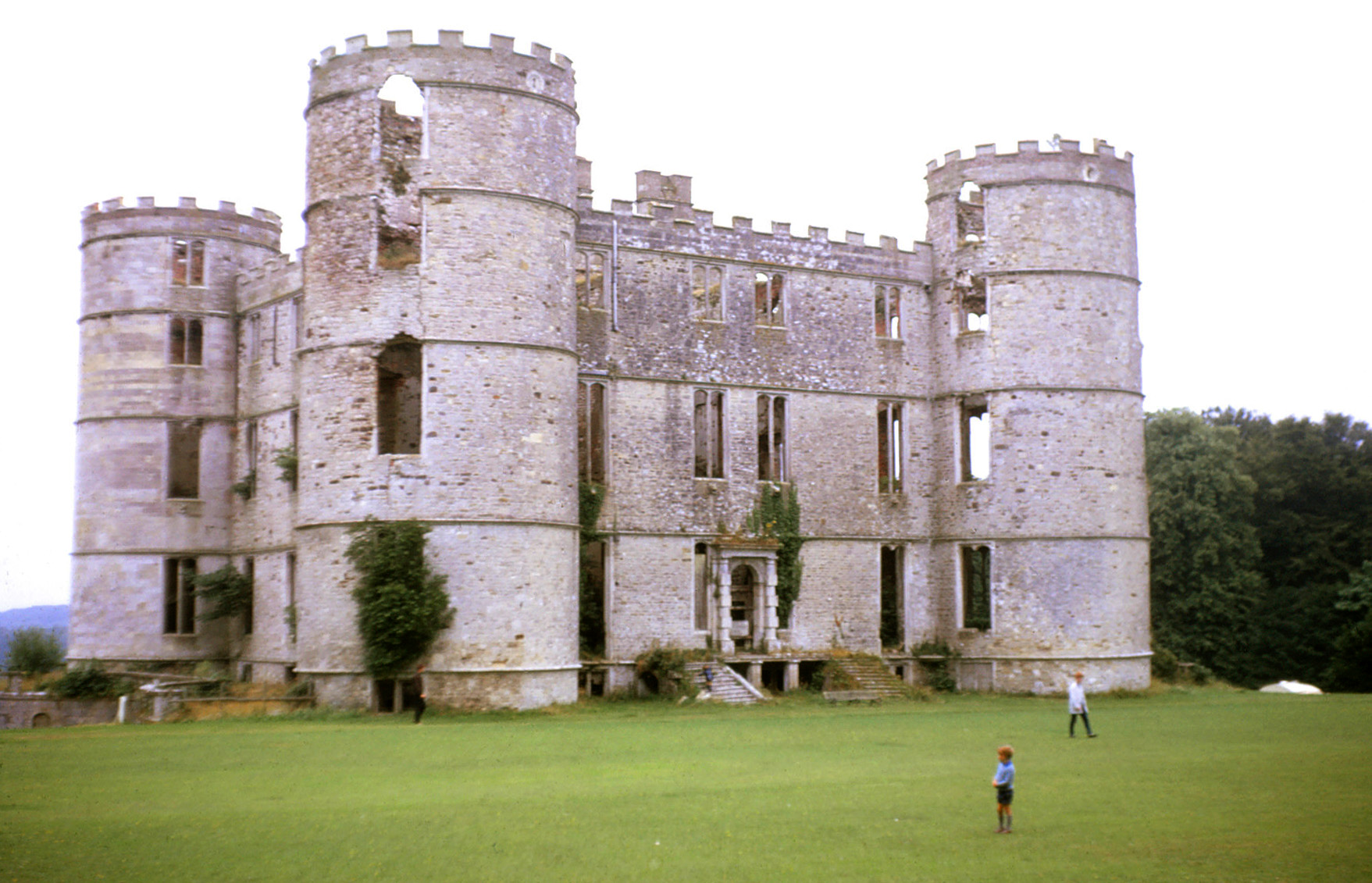
Замок станом на 1968 рік, до реставрації

Лалвортський замок (англ. Lulworth Castle) — заміський садибний будинок в графстві Дорсет, стилізований під середньовічний замок.

## Історія замку
При королі Якові I на місці замку простягалися мисливські угіддя вельможного роду Говард. Садибний будинок збудував в 1609 році онук герцога Норфолка, який планував зупинятися тут з друзями під час полювання.
У 1641 році замок викупив у Говардів купець Хамфрі Вельд, і протягом наступних поколінь Лалвортом володіли його нащадки. Після Великої Французької революції замок був наданий в розпорядження членів правлячого дому Бурбонів, вимушених покинути межі Франції.

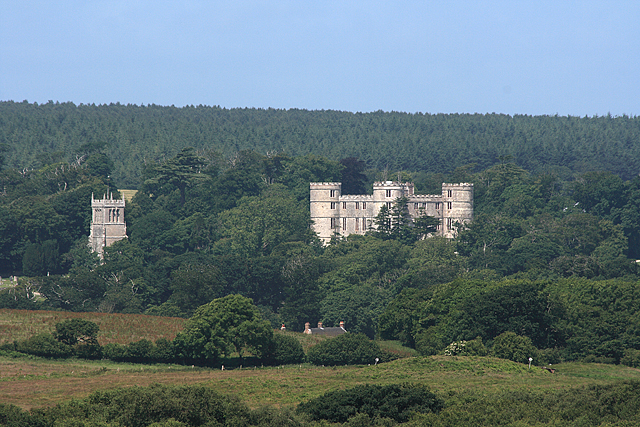
Вид на замок здалеку

## Сучасний стан
У 1929 році замок згорів, після чого був покинутий в жалюгідному стані. Його реконструкцією в 1970-ті роки зайнявся фонд «Англійської спадщини». Реставраційні роботи тривали до 1998 року.
Замок відкритий для відвідування в якості музею щодня, окрім суботи, протягом усього року. З 2008 року на території садиби проходить щорічний музичний фестиваль.